# Paul Schwartz
Pour les articles homonymes, voir Schwarz.
Œuvres principales
- L'Art de Vivre (2003)
- Waiting for Sam (2009)

Paul J. Schwartz, né le 11 avril 1945 à Stamford dans le Connecticut, est un auteur américain contemporain. Professeur d'université qui s'est beaucoup intéressé à l'œuvre de Georges Perec, grand amoureux de la France et de la littérature française, il a publié L'art de vivre : a fable about Paris in the 1930s en 2003 et Waiting for Sam en 2009.

## Biographie
Paul Schwartz est né à Stamford, dans le Connecticut (États-Unis) le 11 avril 1945. Sa famille s'installa dans le village de Bloomfield (Connecticut) quand il avait 5 ans, et c'est là qu'il vécut jusqu'à son mariage en 1969. Son enfance fut heureuse et paisible; seules les nombreuses disputes entre ses parents venaient fréquemment perturber le calme de ce havre de paix pastoral. Elles ne prirent fin que lorsque son père quitta le foyer au début des années 1960. Ses parents divorcèrent en 1967.
Paul était un élève brillant qui excellait dans les matières linguistiques et en mathématiques. En 1959, ses parents l'inscrivirent à la Loomis School, une école préparatoire aux études supérieures. Il finit 3e de sa promotion en 1963. Au lycée, il se distingua également par ses qualités sportives de lutteur et de capitaine d'une équipe de tennis couronnée de succès.
Il intégra Harvard à l'automne 1963, avec l'intention d'obtenir un diplôme en mathématiques. Mais très vite il s'aperçut qu'il préférait la littérature aux mathématiques ; il décida donc de partir étudier à Paris l'année suivante. C'est à cette époque qu'il rencontra Lucy McCallum, une étudiante de Salem College (Caroline du Nord). Ils devinrent amis puis tombèrent amoureux et se marièrent en 1969 ; leur mariage dura 40 ans, jusqu'au décès de Lucy en 2009.
Quand il revint de son année en France, Paul envisagea une carrière juridique, mais finit par décider de continuer à étudier la littérature française et d'obtenir un doctorat de l'université Yale. Il écrivit un mémoire sur À la recherche du temps perdu de Proust et une thèse sur Les Noces d'Hérodiade de Mallarmé.
Paul et sa femme Lucy (qui obtint son doctorat de français à l'université Harvard en 1972) devinrent tous deux membres de l'équipe enseignante du département de langues modernes à l'université du Dakota du Nord, où ils passèrent 18 ans. Paul fut le directeur du département pendant 10 ans et il dirigea également le Honors Program pendant 4 ans. Pendant ces 18 ans, ils eurent deux enfants : Andrew, né en 1975 et Judson né en 1980.
À la fin des années 1980, Paul voulut quitter le Dakota du Nord et retourner sur la côte est. Il intégra d'abord l'équipe du Lafayette College en Pennsylvanie (de 1989 à 1991), puis celle de l'université d'État de Pennsylvanie (1991-1998) et enfin celle de l'université de New York à Fredonia (1998-2006). En 2006 il devint le doyen de l'Institut américain universitaire à Aix-en-Provence, poste dont il démissionna en 2008 afin de pouvoir s'installer à Houston (Texas) où sa femme Lucy devait recevoir des soins médicaux.
Pendant ses années dans le Dakota du Nord, Paul avait pris une part active dans les activités théâtrales de sa ville, en tant qu'acteur, metteur en scène et responsable du Fire Hall Theatre à Grand Forks. Il a commencé à écrire des pièces de théâtre dans les années 1980, et c'est par ce biais qu'il a publié son premier roman, L'Art de Vivre (2003), dont l'intrigue s'inspire de deux pièces qu'il avait écrites dans les années 1980. Son séjour en Provence en 2007 a contribué à lui fournir des éléments pour son second roman, Waiting for Sam (2009), sur lequel il a commencé à travailler dès la publication de L'Art de Vivre et auquel il a mis la touche finale à Houston (Texas) en 2009.